# 3. Liga
La 3. Liga o Dritte Liga es la tercera división del fútbol en Alemania. En la jerarquía se encuentra debajo de la segunda división y encima de la Regionalliga. Es organizada por la Federación Alemana de Fútbol (DFB).
La meta de la creación fue aumentar el nivel futbolístico de la tercera división. Los clasificados fueron los equipos que ocupaban los 8 primeros puestos de las dos divisiones de la Regionalliga y los 4 equipos descendidos de la 2. Bundesliga.

## Campeones y ascensos
El campeón y subcampeón de cada temporada asciende automáticamente a la 2. Bundesliga, el tercer equipo clasificado juega una promoción contra el 16° equipo clasificado de la 2. Bundesliga por el derecho de ascender o permanecer en la 2. Bundesliga. Los equipos filiales no son elegibles para el ascenso, por lo que ceden su plaza al equipo que los sucede en la tabla de posiciones.
| Temporada | Campeón                | Subcampeón             | Promoción - Playoff  | Tablas | Ascendido |
| 2008–09   | 1. FC Union Berlin     | Fortuna Düsseldorf     | SC Paderborn 07      | Tabla  |           |
| 2009–10   | VfL Osnabrück          | FC Erzgebirge Aue      | FC Ingolstadt 04     | Tabla  |           |
| 2010–11   | Eintracht Braunschweig | FC Hansa Rostock       | Dinamo Dresde        | Tabla  |           |
| 2011–12   | SV Sandhausen          | VfR Aalen              | Jahn Regensburg      | Tabla  |           |
| 2012–13   | Karlsruher SC          | Arminia Bielefeld      | VfL Osnabrück        | Tabla  |           |
| 2013–14   | 1. FC Heidenheim       | RB Leipzig             | SV Darmstadt 98      | Tabla  |           |
| 2014–15   | Arminia Bielefeld      | MSV Duisburgo          | Holstein Kiel        | Tabla  |           |
| 2015–16   | Dinamo Dresde          | Erzgebirge Aue         | Würzburger Kickers   | Tabla  |           |
| 2016–17   | MSV Duisburgo          | Holstein Kiel          | Jahn Regensburg      | Tabla  |           |
| 2017–18   | FC Magdeburgo          | Paderborn 07           | Karlsruher SC        | Tabla  |           |
| 2018–19   | VfL Osnabrück          | Karlsruher SC          | SV Wehen Wiesbaden   | Tabla  |           |
| 2019–20   | Bayern Múnich II       | Wurzburgo Kickers      | Ingolstadt 04        | Tabla  |           |
| 2020–21   | Dinamo Dresde          | FC Hansa Rostock       | Ingolstadt 04        | Tabla  |           |
| 2021–22   | 1. FC Magdeburg        | Eintracht Braunschweig | 1. FC Kaiserslautern | Tabla  |           |
| 2022–23   | SV Elversberg          | VfL Osnabrück          | SV Wehen Wiesbaden   | Tabla  |           |
| 2023–24   | SSV Ulm Fußball        | SC Preußen Münster     | SSV Jahn Ratisbona   | Tabla  |           |

- Clubes en negrita indican que ascendieron en dicha temporada.

## Play-offs de promoción
Al final de la temporada regular el tercer equipo colocado en la 3. Liga juega con el equipo clasificado decimosexto en la 2. Bundesliga en dos partidos. El ganador juega en la 2. Bundesliga en la temporada siguiente, y el perdedor en la 3. Liga.
| Temporada | (16.°) 2. Bundesliga | (3.°) 3. Liga      | Ida | Vuelta | Agregado |
| 2008–09   | VfL Osnabrück        | Paderborn 07       | 0–1 | 0–1    | 0–2      |
| 2009–10   | Hansa Rostock        | FC Ingolstadt 04   | 0–1 | 0–2    | 0–3      |
| 2010–11   | VfL Osnabrück        | Dinamo Dresde      | 1–1 | 1–3    | 2–4      |
| 2011–12   | Karlsruher SC        | Jahn Regensburg    | 1–1 | 2–2    | 3–3 (v.) |
| 2012–13   | Dinamo Dresde        | VfL Osnabrück      | 0–1 | 2–0    | 2–1      |
| 2013–14   | Arminia Bielefeld    | Darmstadt 98       | 3–1 | 2–4    | 5–5 (v.) |
| 2014–15   | TSV 1860 Múnich      | Holstein Kiel      | 0–0 | 2–1    | 2–1      |
| 2015–16   | Duisburgo            | Würzburger Kickers | 0–2 | 1–2    | 1–4      |
| 2016–17   | TSV 1860 Múnich      | Jahn Regensburg    | 1–1 | 0–2    | 1–3      |
| 2017–18   | Erzgebirge Aue       | Karlsruher SC      | 0–0 | 3–1    | 3–1      |
| 2018–19   | FC Ingolstadt 04     | SV Wehen Wiesbaden | 1–2 | 2–3    | 4–4 (v.) |
| 2019–20   | FC Núremberg         | FC Ingolstadt 04   | 0–2 | 3–1    | 3–3 (v.) |
| 2020–21   | VfL Osnabrück        | FC Ingolstadt 04   | 0–3 | 3–1    | 3–4      |
| 2021–22   | Dynamo Dresden       | Kaiserslautern     | 0–0 | 0–2    | 0–2      |
| 2022–23   | Arminia Bielefeld    | SV Wehen Wiesbaden | 0–4 | 1–2    | 1–6      |
| 2023–24   | SV Wehen Wiesbaden   | SSV Jahn Ratisbona | 2–2 | 1–2    | 3–4      |

- En el juego de ida ejerce la localía el club de la 3. Liga.
- Club en negrita indica al triunfador en la promoción.

## Equipos participantes de la temporada 2025-2026
| Club                   | Ciudad      | Estadio                      | Aforo  |
| ---------------------- | ----------- | ---------------------------- | ------ |
| Alemannia Aachen       | Aquisgrán   | New Tivoli Stadion           | 32.960 |
| MSV Duisburgo          | Duisburgo   | Schauinsland-Reisen-Arena    | 31.502 |
| Energie Cottbus        | Cottbus     | Stadion der Freundschaft     | 22.528 |
| Erzgebirge Aue         | Aue         | Sparkassen-Erzgebirgsstadion | 15.690 |
| RW Essen               | Essen       | Stadion Essen                | 20.000 |
| Hansa Rostock          | Rostock     | Ostseestadion                | 29.000 |
| TSV Havelse            | Havelsee    | Willhelm-Langrehr-Stadion    | 3.500  |
| TSG 1899 Hoffenheim II | Hoffenheim  | Dietmar Hopp Stadion         | 6.350  |
| Ingolstadt 04          | Ingolstadt  | Audi Sportpark               | 15.800 |
| SSV Jahn Ratisbona     | Ratsibona   | Jhanstadion Regensburg       | 15.224 |
| 1860 Múnich            | Múnich      | Grünwalder Stadion           | 15.000 |
| VfL Osnabrück          | Osnabrück   | Stadion an der Bremer Brücke | 15.741 |
| Saarbrücken            | Saarbrücken | Stadion Ludwigspark          | 35.303 |
| 1.FC Schweinfurt 05    | Schweinfurt | Willy-Sachs-Stadion          | 15.060 |
| VfB Stuttgart II       | Stuttgart   | WIRmachenDRUCK Arena         | 10.001 |
| SSV Ulm                | Ulm         | Donaustadion                 | 19.500 |
| SC Verl                | Verl        | Sportclub Arena              | 5.153  |
| Viktoria Colonia       | Colonia     | Sportpark Höhenberg          | 12.000 |
| Waldhof Mannheim       | Mannheim    | Carl-Benz-Stadion            | 27.000 |
| Wehen Wiesbaden        | Wiesbaden   | BRITA-Arena                  | 13.500 |

## Mayores presencias
|    | Jugador               | País     | Partidos | Actualidad               |
| -- | --------------------- | -------- | -------- | ------------------------ |
| 1  | Jens Truckenbrod      | Alemania | 233      | Concordia Albachten      |
| 2  | Fabian Stenzel        | Alemania | 231      | Chemnitzer F.C.          |
| 3  | Alf Mintzel           | Alemania | 223      | SV Wehen Wiesbaden       |
| 4  | Robert Müller         | Alemania | 217      | VfR Aalen                |
| 5  | Nicolas Feldhahn      | Alemania | 214      | FC Bayern Munich II      |
| 6  | Nils Pfingsten-Reddig | Alemania | 209      | FSV Wacker 90 Nordhausen |
| 7  | Tim Danneberg         | Alemania | 208      | Chemnitzer F.C.          |
| 8  | Tom Schütz            | Alemania | 205      | Arminia Bielefeld        |
| 9  | Robert Wulnikowski    | Alemania | 193      | Würzburger Kickers       |
| 10 | Tobias Rathgeb        | Alemania | 193      | VfB Stuttgart II         |

## Máximos goleadores
|    | Jugador             | País     | Goles | Actualidad            |
| -- | ------------------- | -------- | ----- | --------------------- |
| 1  | Anton Fink          | Alemania | 92    | Chemnitzer FC         |
| 2  | Marcel Ziemer       | Alemania | 64    | FC Hansa Rostock      |
| 3  | Marc Schnatterer    | Alemania | 57    | 1. FC Heidenheim 1846 |
| 4  | Zlatko Janjic       | Alemania | 56    | MSV Duisburg          |
| 5  | Marcel Reichwein    | Alemania | 55    | Preußen Münster       |
| 6  | Dominik Stroh-Engel | Alemania | 54    | SV Darmstadt 98       |
| 7  | Fabian Klos         | Alemania | 53    | Arminia Bielefeld     |
| 8  | Frank Löning        | Alemania | 46    | Chemnitzer F.C.       |
| 9  | Kingsley Onuegbu    | Nigeria  | 45    | MSV Duisburg          |
| 10 | Pascal Testroet     | Alemania | 45    | Dinamo Dresde         |